# ФК Петњица
Фудбалски клуб Петњица, црногорски је фудбалски клуб из Петњице, који се такмичи у Трећој лиги Црне Горе — Сјевер. Два пута је освојила Сјеверну регију у оквиру Треће лиге и три пута пута куп регије Сјевер.
Утакмице као домаћин игра на стадиону Гусаре, чији је капацитет 1.000 мјеста.

## Историја
Основана је 1977. године као први фудбалски клуб у бихорском региону. Почела је да се такмичи у Регионалној лиги Црне Горе у Сјеверној регији, у оквиру четвртог степена такмичења у СФР Југославији, али је 1998. угашена из финансијских разлога.
Након осамостаљења Црне Горе на Референдуму 2006. године, клуб је поново оформљен и такмичење је почео у Сјеверној регији у оквиру Треће лиге, коју је освојио у сезони 2010/11. без иједног пораза и са само једним ремијем и пласирао се у бараж за пласман у Друге лигу. У првој утакмици побиједила је Блу стар 1 : 0 голом Милосава Делетића, након чега је ремизирала у гостима 0 : 0 против Игала У реваншу је ремизирала 1 : 1 на гостовању против Блу стара и 1 : 1 кући против Игала и пласирала се у Другу лигу по први пут у историји. Сезону 2011/12. завршила је на последњем мјесту са три побједе, три ремија и 27 пораза и испала је у Сјеверну регију; током сезоне била је најгледанији тим у лиги, утакмице на домаћем терену пратило је између 700 и 1.000 навијача, док је утакмице на гостовањима пратило између 200 и 400 навијача. Године 2015. освојила је Куп сјеверне регије по трећи пут и играла је у Купу Црне Горе, гдје је у првом колу изгубила од Кома 2 : 0 кући. Године 2019. играла је у финалу купа регије Сјевер, гдје је изгубила од Комова, али се као финалиста пласирала у Куп Црне Горе и у првом колу побиједила је Горштак 5 : 0 у гостима и по први пут у историји се пласирала у осмину финала. У осмини финала је требало да игра против Подгорице. Челници Фудбалског савеза Црне Горе су током жријеба објавили да не може да игра утакмицу на свом терену јер не испуњава услове за одигравање утакмица Купа у тој фази и да мора да обезбиједи други терен два дана пред почетак утакмице. Из Петњице су одлучили да ће играти у Мојковцу, али су дан пред почетак утакмице послали допис да неће играти због немогућности да играју на свом терену и обје утакмице су регистроване службеним резултатом 3 : 0 за Подгорицу.
У сезони 2020/21. освојила је регију Сјевер по други пут, три бода испред ОФК Борца, којег је побиједила 3 : 0 у претпоследњем колу. У баражу за пласман у Другу лигу изгубила је од ОФК Младости ДГ 2 : 0 кући и од Цетиња 2 : 0 у гостима и остала је у регији. Сезону 2021/22. завршила је на последњем мјесту са само десет бодова, а током сезоне имала је 12 пораза заредом и изгубила је кући од Пљеваља 7 : 1. Сезону 2022/23. завршила је на шестом мјесту.

## Стадион
Утакмице као домаћин игра на стадиону Гусаре, чији је капацитет 1.000 мјеста.

## Резултати у такмичењима у Црној Гори
| Сезона   | Степен | Лига                | Бр.екипа  | Позиција   | Куп              |
| -------- | ------ | ------------------- | --------- | ---------- | ---------------- |
| 2006/07. | 3      | Трећа лига — Сјевер | 7         | 5. мјесто  | Није учествовала |
| 2007/08. | 3      | Трећа лига — Сјевер | 7         | 4. мјесто  | Није учествовала |
| 2008/09. | 3      | Трећа лига — Сјевер | 9         | 7 мјесто   | Није учествовала |
| 2009/10. | 3      | Трећа лига — Сјевер | Непознато | 2. мјесто  | Прво коло        |
| 2010/11. | 3      | Трећа лига — Сјевер | Непознато | 1 мјесто   | Прво коло        |
| 2011/12. | 2      | Друга лига          | 12        | 12. мјесто | Није учествовала |
| 2012/13. | 3      | Трећа лига — Сјевер | Непознато | 5. мјесто  | Није учествовала |
| 2013/14. | 3      | Трећа лига — Сјевер | Непознато | 5. мјесто  | Није учествовала |
| 2014/15. | 3      | Трећа лига — Сјевер | Непознато | 3. мјесто  | Није учествовала |
| 2015/16. | 3      | Трећа лига — Сјевер | 8         | 3. мјесто  | Прво коло        |
| 2016/17. | 3      | Трећа лига — Сјевер | 9         | 6. мјесто  | Прво коло        |
| 2017/18. | 3      | Трећа лига — Сјевер | 10        | 5. мјесто  | Није учествовала |
| 2018/19. | 3      | Трећа лига — Сјевер | 10        | 2. мјесто  | Није учествовала |
| 2019/20. | 3      | Трећа лига — Сјевер | 8         | 3. мјесто  | Осмина финала    |
| 2020/21. | 3      | Трећа лига — Сјевер | 8         | 1. мјесто  | Није учествовала |
| 2021/22. | 3      | Трећа лига — Сјевер | 8         | 8. мјесто  | Није учествовала |
| 2022/23. | 3      | Трећа лига — Сјевер | 9         | 6. мјесто  | Није учествовала |
| 2023/24. | 3      | Трећа лига — Сјевер | 9         | 7. мјесто  | Није учествовала |
| 2024/25. | 3      | Трећа лига — Сјевер | 9         | 8. мјесто  | Није учествовала |

## Успјеси
| Такмичење                         | Такмичење                         | Број                              | Година                            |                                   |                                   |
| Трећа лига Црне Горе — Сјевер — 2 | Трећа лига Црне Горе — Сјевер — 2 | Трећа лига Црне Горе — Сјевер — 2 | Трећа лига Црне Горе — Сјевер — 2 | Трећа лига Црне Горе — Сјевер — 2 | Трећа лига Црне Горе — Сјевер — 2 |
| --------------------------------- | --------------------------------- | --------------------------------- | --------------------------------- | --------------------------------- | --------------------------------- |
| Трећа лига                        | Првак                             | 2                                 | 2010/11, 2020/21                  |                                   |                                   |
| Куп регије Сјевер — 3             |                                   |                                   |                                   |                                   |                                   |
| Регионални куп                    | Побједник                         | 3                                 | 2009, 2010, 2015                  |                                   |                                   |
| Регионални куп                    | Финалиста                         | 2                                 | 2016, 2019                        |                                   |                                   |